# Římskokatolická farnost Velký Ořechov
Římskokatolická farnost Velký Ořechov je územní společenství římských katolíků s farním kostelem svatého Václava v děkanátu Zlín. 

## Historie farnosti
Kostel s farou je připomínán podle archivních pramenů již ve 14. století. Po vpádu Kuruců na Moravu byl tehdy zničený kostel přestavěn v druhé polovině 17. století. Z této původní stavby se dochoval zvon z roku 1690.

## Duchovní správci
Přehled duchovních správců je znám od druhé poloviny 16. století. Od září 2012 byl farářem R. D. Mgr. Martin Vévoda. Jeho nástupcem se od 1. července 2019 stal R. D. Mgr. Antonín Ptáček.

## Bohoslužby
| Kostel          | Místo         | Bohoslužba (den)            | Hodina                                              | Poznámka     |
| --------------- | ------------- | --------------------------- | --------------------------------------------------- | ------------ |
| svatého Václava | Velký Ořechov | neděle pondělí pátek sobota | 7.20, 8.45 17.30 (zimní čas)/18.00 (letní čas) 7.00 | farní kostel |

## Aktivity ve farnosti
Ve farnosti se pravidelně koná tříkrálová sbírka. V roce 2017 činil její výtěžek 114 665 korun. Farnost je zapojena do projektu Noc kostelů.,